# Båtsmansbacken
Båtsmansbacken var en tidigare del av centrala Växjö i kvarteren Håkan Sjögren och Lugnet. Området var bebyggt med små trähus från 1700- och 1800-talen, ofta ursprungligen uppförda för båtsmän. Området revs i sin helhet 1959-1960 under saneringen av Växjös stadskärna.
Området omgavs av  Sandgärdsgatan, Klostergatan, Norra Järnvägsgatan och Västergatan. En av stadens äldsta gator, Lilla Sandgärdsgatan, gick genom kvarteren och korsade Bäckgatan. Där Båtsmansbacken låg uppfördes istället komplexet Båtsmanstorget.

## Historia
Sedan rusthållet upphört flyttade även hantverkare in i stugorna, bland annat skräddare, skomakare, garvare, sadelmakare, plåtslagare, snickare och målare. Vid slutet av 1750-talet hade ett fattighus uppförts längst uppe i backen. Vid den stora stadsbranden år 1799 ödelades denna byggnad. År 1843 eldhärjades åter Växjö och flera hus brann ner på Båtsmansbacken.